# Floriansdorf KiEZ Frauensee

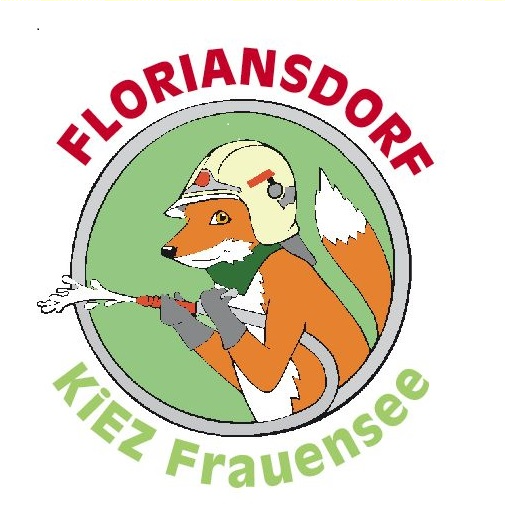
Logo Floriansdorf KiEZ Frauensee

Das Floriansdorf KiEZ Frauensee ist ein Kinderbrandschutzzentrum in Heidesee (Brandenburg), welches als Unfallpräventionszentrum das Risiko von Brandverletzungen bei Kindern reduzieren soll. Namensgeber aller Floriansdörfer ist St. Florian, der Schutzpatron der Feuerwehr.
Der Bau des Floriansdorfes begann im Jahr 2013; es wurde am Tag der Deutschen Einheit, dem 3. Oktober 2014, eingeweiht und war damit das erste ostdeutsche Floriansdorf. Es wurde auf dem Gelände des ehemaligen Pionierlagers „M. J. Kalinin“ errichtet.

## Zielsetzung

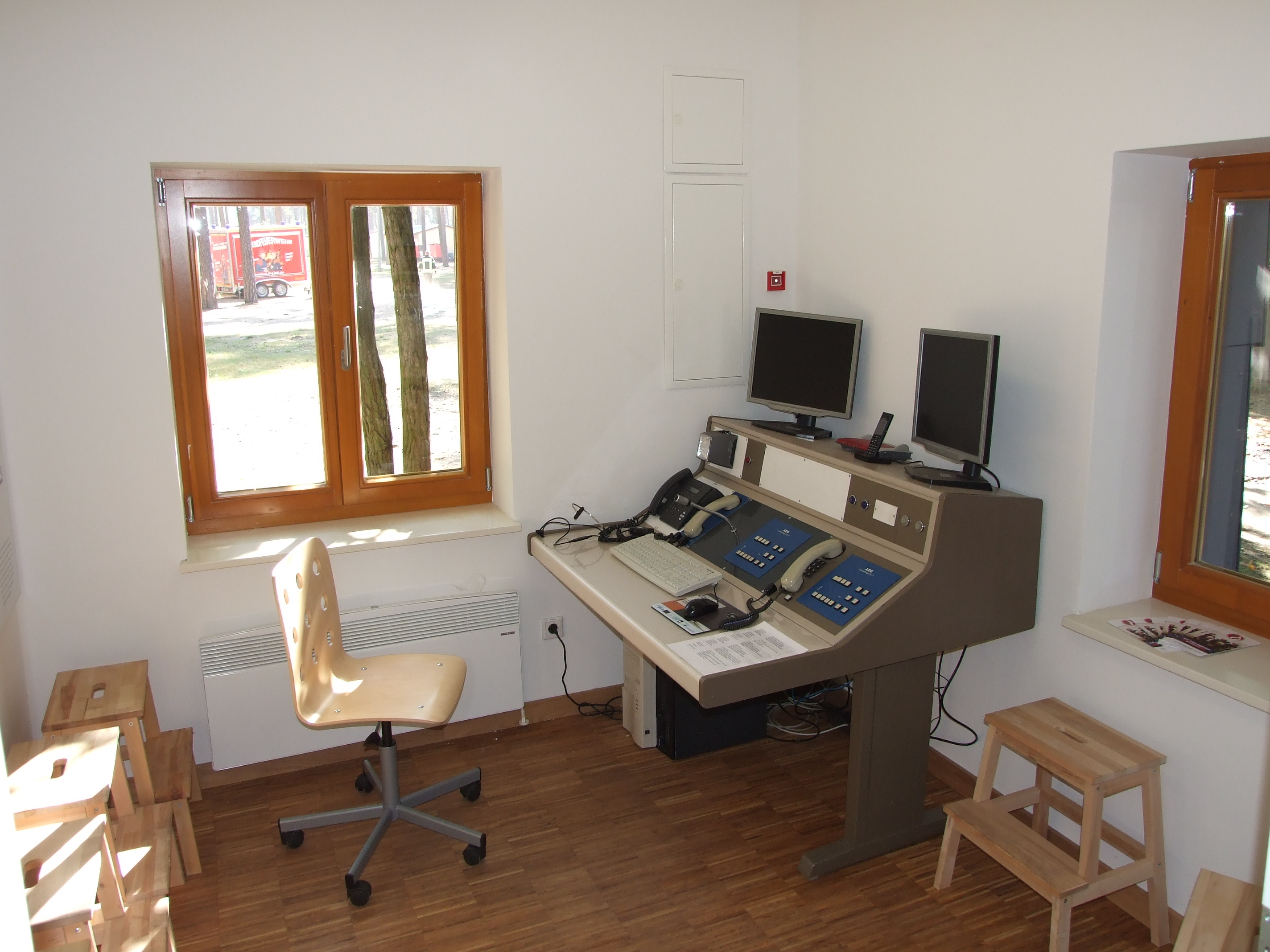
Kinderrettungsleitstelle

Die Einrichtung soll der Prävention von Brandverletzungen bei Kindern dienen. Kinder sollen in der Einrichtung lernen, achtsam mit Feuer umzugehen und in Gefahrensituationen richtig zu reagieren und Hilfe herbeizurufen. Das Floriansdorf soll nicht nur über Gefahren informieren, sondern auch die Angst nehmen, welche Kinder z. B. im Umgang mit Rettungskräften haben könnten. Das Ziel ist es, Unfällen vorzubeugen, richtiges Verhalten im Notfall einzustudieren und die Furcht vor dem Umgang mit Rettungskräften zu nehmen. Im Rahmen der Brandschutzerziehung sollen speziell Kinder im Alter von drei bis zwölf Jahren angesprochen werden.

## Einrichtung
Auf einer Fläche von 500 m² bestehen drei Stationen:
1. Kinder-Feuerwehrakademie – bestehend aus zwei Gebäuden mit Innenhof
2. Haus der Gefahren
3. Kinderfeuerwache

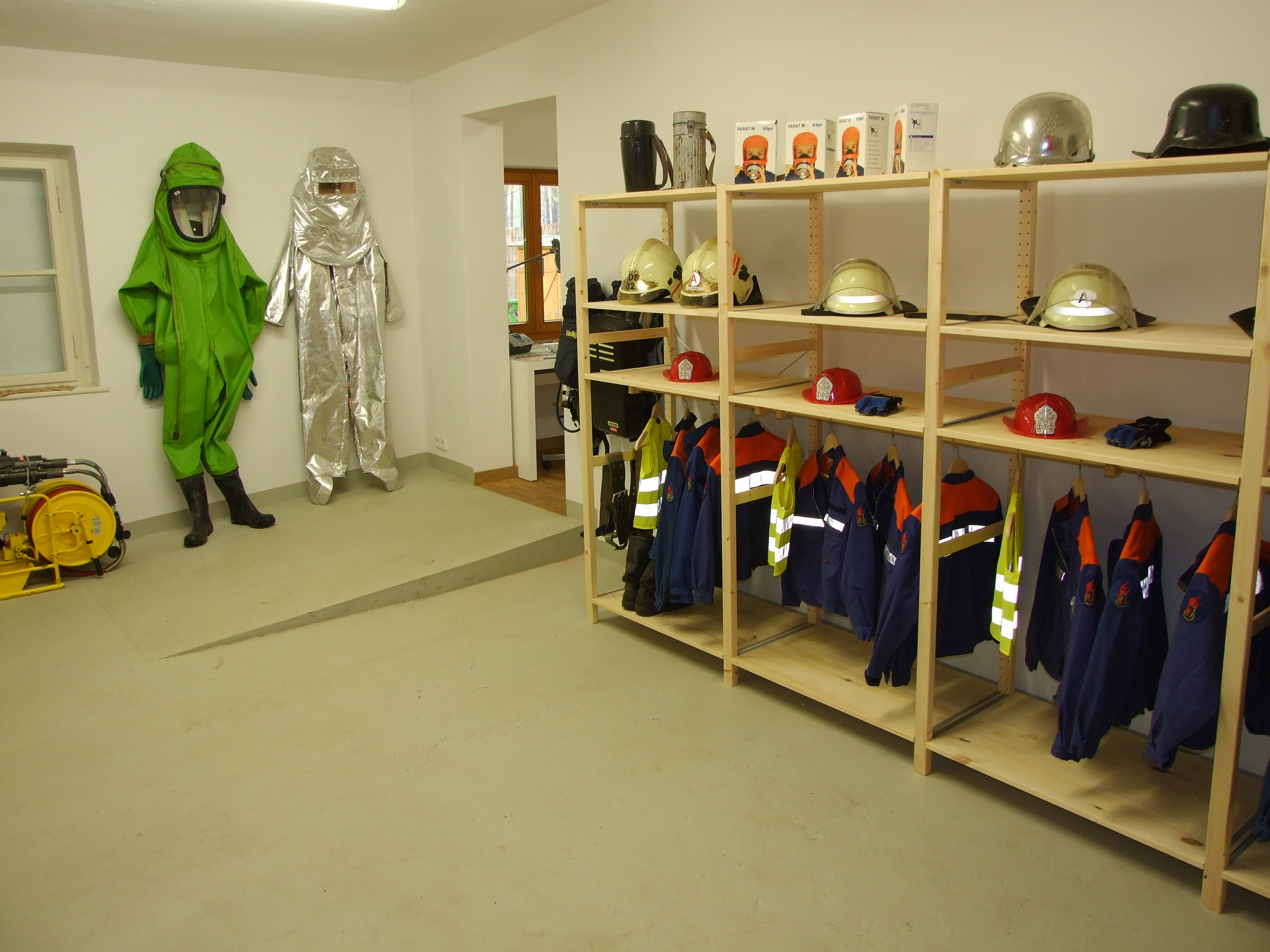
Kinderfeuerwache von Innen

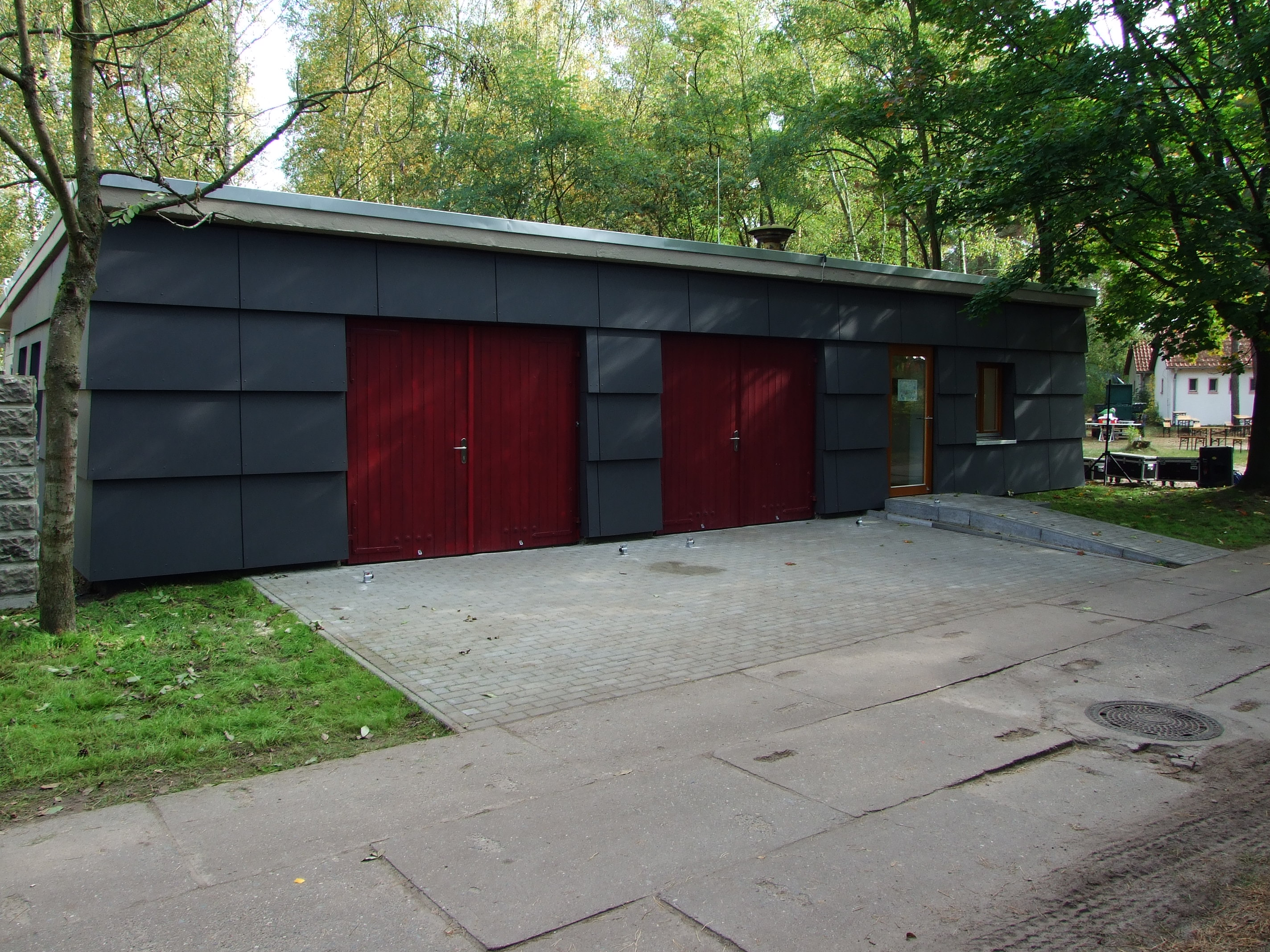
Kinderfeuerwache von Außen

Die Gäste des Floriansdorfes können ihr Erkunden auf mehrere Tage verteilen und dort auch übernachten, denn das Floriansdorf befindet sich mitten im Kinder- und Jugenderholungszentrum KiEZ direkt am Frauensee. Das Floriansdorf wird durch die Kinder- und Jugendfeuerwehren des Landkreises Dahme-Spreewald unterstützt.
Das Floriansdorf wurde vom KiEZ Frauensee errichtet und auch bewirtschaftet. Das KiEZ wiederum wird von dem gemeinnützigen Verein Kinder- und Jugenderholung Dubrow-Dahmetal e. V. bewirtschaftet.